# Melaneremus canillii
Melaneremus canillii är en insektsart som först beskrevs av Griffini 1915.  Melaneremus canillii ingår i släktet Melaneremus och familjen Gryllacrididae. Inga underarter finns listade i Catalogue of Life.